# ساموئل دبلیو. رینولدز
ساموئل دبلیو. رینولدز (به انگلیسی: Samuel Williams Reynolds) سناتور سابق عضو حزب جمهوری‌خواه ایالات متحده آمریکا بود. وی در سال ۱۹۵۴ میلادی سناتور ایالت نبراسکا در سنای ایالات متحده آمریکا بود.